# Макараванк
Монастир Макараванк (вірм. Մակարավանք) — вірменський монастир X–XIII століть за 6 км на захід від села Ачаджур, на лісистому схилі гори Пайтатап в Тавушскому марзі Вірменії. Хоча монастирський комплекс є нечинним, але він дуже добре зберігся.

## Історія
Колись монастир Макараванк оточували добре укріплені стіни, а поруч розкинулися великі поселення.

## Сучасний стан

### Опис
Найдавніша споруда монастиря — хрестовокупольна, з чотирма приділами церква X ст. Від усіх інших споруд подібного типу її відрізняє багато різьблений декор вівтарної апсиди і обрамлень віконних прорізів.
Головний храм монастиря Сурб Аствацацин у вигляді великої купольної зали споруджений в 1204 р. Зовнішнє оздоблення храму на південному фасаді містить сонячний годинник, що добре зберігся, нижче — фігура голуба, який сидить на консольної підставці. Барабан купола огинає струнка 12-арочна аркатура на парних напівколонках. Притвор, що обслуговує обидва вищеописані храми, відноситься до XII ст.
Невелика церква, розташована за головними, побудована в 1198 р. Вона являє собою 4-апсидну центричну, круглу в нижній частині композицію. Перехід від кола в основі церкви до восьмигранника стін, потім до пропорційного відносно нижнього об’єму купола — безсумнівна знахідка середньовічного архітектора. У зовнішньому оздобленні цього пам'ятника виділяються оригінальні рельєфи лелеки і змії — на північній стороні, сцена сутички двох диких звірів — над південним вікном. До церкви примикає каплиця XIII ст.
Пам'ятники Макараванка, побудовані з темно-рожевого андезиту і червоного туфу з вкрапленнями зеленуватих каменів, надзвичайно мальовничі. При дорозі, біля воріт монастиря, по стародавніх гончарних трубах по цю пору тече вода з джерела.

### Церква Святої Богородиці

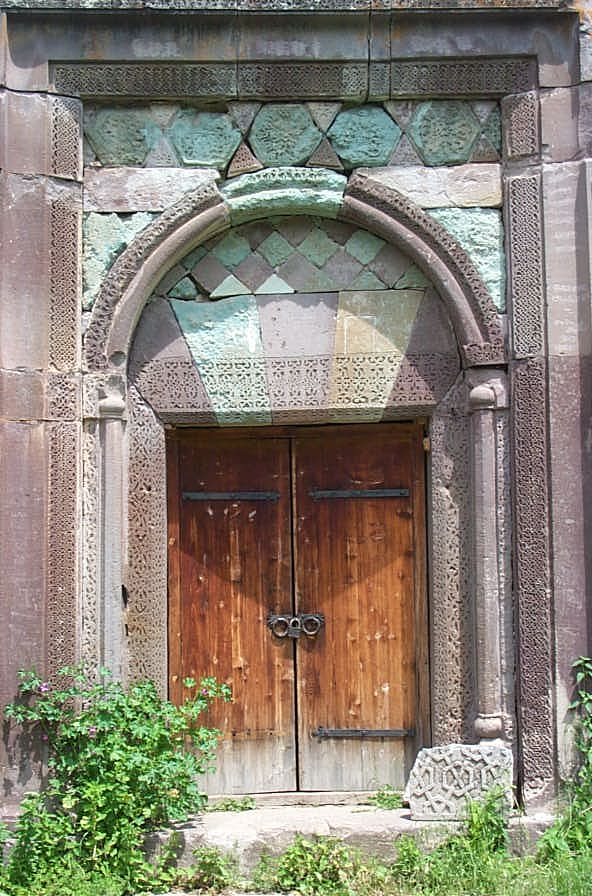
Вхід до церкви

Церкву Святої Богородиці (вірм. Սորբ Աստվածածին եկեղեցի) було засновано якимсь Аббасом Ованнесом в 1198 році, в пам'ять про своїх батьків і братів, статуї яких висічені перед входом.
Церква за розмірами невелика, має округлу форму з чотирма апсидами X–XIII ст. Церква округла в нижній частині і восьмигранна в верхній частині, з чотирма трикутними нішами. Купол пропорційний до нижньої круглої частини. Оформлення церкви в цілому в стилістичної гармонії з головним храмом і притвором.

## Ресурси Інтернета
Вікісховище має мультимедійні дані за темою: Макараванк
- Вірменське Бюро Подорожей
- Architectural Ensembles of Armenia [Архівовано 4 лютого 2012 у Wayback Machine.]
- Rediscovering Armenia Guidebook [Архівовано 30 квітня 2006 у Wayback Machine.]